# Juruá (Amazonas)
Juruá, amtlich Município de Juruá, ist eine Gemeinde im brasilianischen Bundesstaat Amazonas. Juruá erstreckt sich über 19.442,5 km² (2018). Die Gemeinde zählte bei der Volkszählung 2010 10.802 Einwohner und wurde vom brasilianischen Statistikamt zum 1. Juli 2019 auf 14.712 Einwohner, die Juruaenser genannt werden, geschätzt. Dies entspricht einer Bevölkerungsdichte von 0,6 Personen pro km².
Stadtrechte erhielt der Ort am 19. Dezember 1955, als Teile der Territorien von Carauari und Tefé ausgegliedert und zu einer neuen Stadt erhoben wurden.
Stadtpräfekt ist nach der Kommunalwahl 2016 für die Amtszeit 2017 bis 2020 José Maria Rodrigues da Rocha Júnior des Partido do Movimento Democrático Brasileiro (PMDB).
Juruá lag von 1989 bis 2017 in der geostatistischen Mesoregion Sudoeste Amazonense und mit sechs weiteren Munizips in der Mikroregion Juruá.
Umliegende Orte sind im Westen Jutaí, im Norden Fonte Boa, im Osten Uarini und Alvarães, im Süden Carauari.